# Verein Berliner Kaufleute und Industrieller

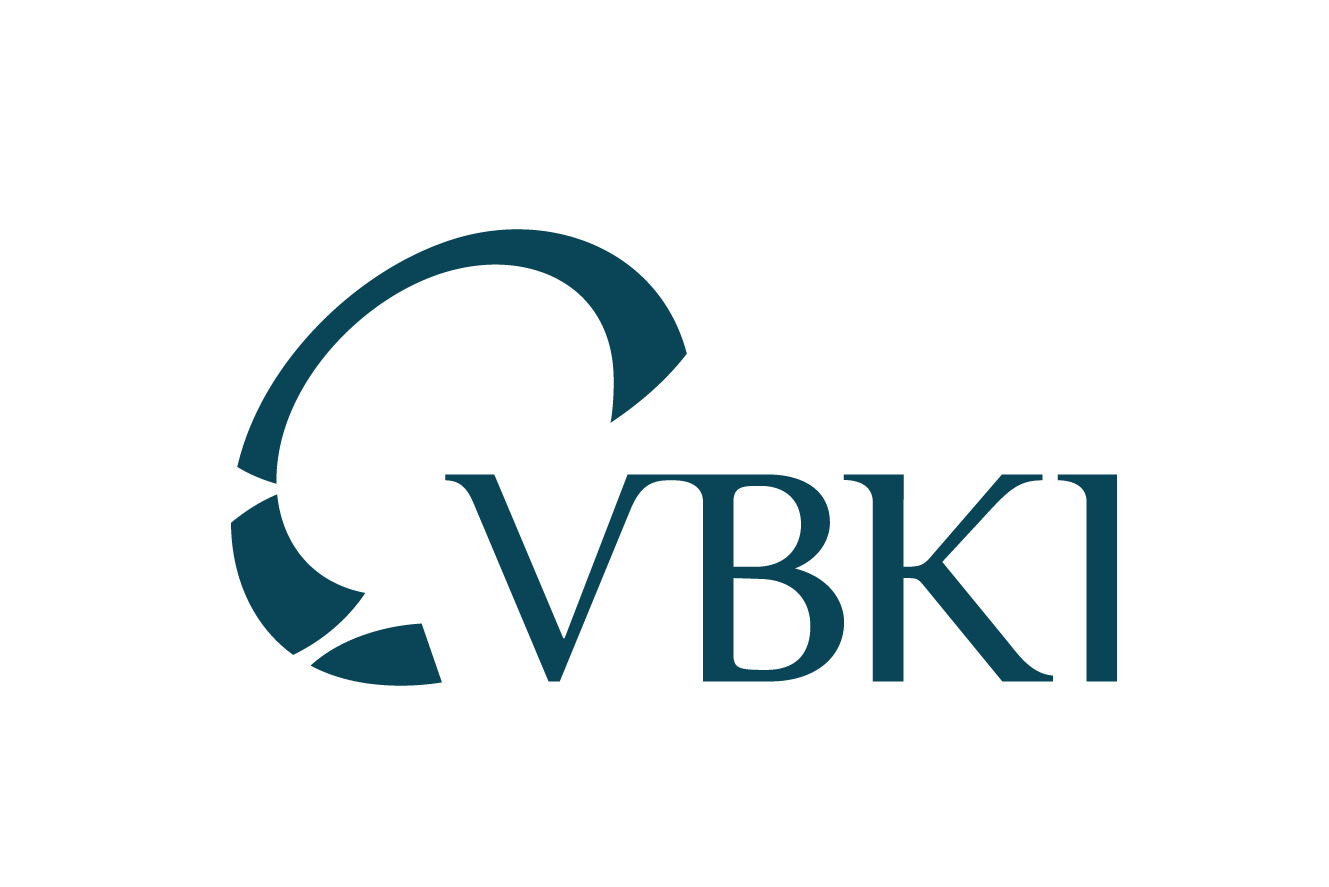
VBKI Logo seit 2022

Der Verein Berliner Kaufleute und Industrieller (VBKI) ist eine deutsche Wirtschaftsorganisation mit mehr als 2300 Mitgliedern aus allen Wirtschaftsbranchen in Berlin. Der Verein ist zudem Initiator und Organisator gemeinnütziger Projekte. Flaggschiff der VBKI-Gemeinwohlförderung sind die Berliner Lesepaten mit rund 2000 ehrenamtlich tätigen Lese- und Lernpaten.

## Geschichte
Am 6. Oktober 1879 gründeten 329 Berliner Kaufleute den Verein Berliner Kaufleute und Industrieller. Entstanden ist der VBKI in der ersten Berliner Gründerzeit, einer Zeit des Aufschwungs für Handel, Gewerbe und Baubranche, mit Impulsgebern wie Walther Rathenau, Werner von Siemens, Ernst Christian Friedrich Schering oder der Industriellenfamilie Borsig, im Hinblick auf die Berliner Gewerbeausstellung 1879. Hauptziel des Vereinsvorsitzenden Ludwig Max Goldberger (1848–1913) war die Durchführung einer weiteren, groß angelegten Gewerbeausstellung nach dem Vorbild der Pariser Weltausstellungen. Trotz intensiver Bemühungen blieb es jedoch bei wiederholten Absagen der Handelskammern und aufgrund der prekären Finanzsituation des Reiches verwarfen Kaiser Wilhelm II. und sein Reichskanzler Leo von Caprivi das Vorhaben dann letztlich. Obwohl der Kaiser sich gern in der Öffentlichkeit präsentierte, stand er dem Vorhaben stark abgeneigt gegenüber – am 20. Juli 1892 schrieb er an seinen Reichskanzler:

„Der Ruhm der Pariser läßt den Berliner nicht schlafen. Berlin ist Großstadt, also muss es auch eine Ausstellung haben. Das ist völlig falsch. Paris ist nunmal, was Berlin hoffentlich nie wird, das große Hurenhaus der Welt, daher die Anziehung auch außer der Ausstellung. In Berlin ist nichts was den Fremden festhält als die paar Museen, Schlösser und die Soldaten; in sechs Tagen hat er alles ... gesehen und zieht dann erleichtert weiter ... Das macht sich der Berliner nicht klar ... Aber das ist eben das Hindernis der Ausstellung.“

Daraufhin übernahm der VBKI und eine eigens gegründete Interessengemeinschaft die Initiative: Die in eigener Regie und nun unter dem Namen „Gewerbeausstellung“ veranstaltete Messe fand 1894 zum 25-jährigen Bestehen Berlins als Reichshauptstadt statt.
Mit der Machtübernahme der Nationalsozialisten 1933 wurde der VBKI gleichgeschaltet und zwangsarisiert. In kurzer Zeit verlor der VBKI zwei Drittel seiner Mitglieder.
1948 erwirkten Unternehmer um Jakob Dichter die Wiederzulassung des Vereins bei den Alliierten Behörden. Sie sahen sich als Bannerträger der Freien Marktwirtschaft in einer belagerten Teilstadt und begannen teilungsbedingt vor allem in West-Berlin. Nach der Wende 1989/1990 dehnte der Verein seinen Wirkungskreis auf ganz Berlin und Brandenburg aus.

## Sitz
Seit 1954 hatte der Verein seinen Sitz im Vereinshaus der Berliner Kaufleute und Industriellen. Heute ist er im Ludwig-Erhard-Haus beheimatet.

## Tätigkeit
In den VBKI-Ausschüssen sind Personen aus Wirtschaft, Politik und Gesellschaft ehrenamtlich engagiert. Diese Think-Tanks beschäftigen sich mit Fragen aus dem jeweiligen Themenbereich (z. B. Immobilien, Wirtschaftspolitik, Finanzen, Frauen in der Wirtschaft, Kultur, Wirtschaft und Ethik, Wissenschaft) und erarbeiten Vorschläge zur Weiterentwicklung Berlins, beispielsweise in Form von Positionspapieren, die Entscheidern aus Politik und Wirtschaft zur Verfügung gestellt werden. So hat der Arbeitskreis Wirtschaft und Ethik „Leitsätze ehrbaren Wirtschaftshandelns“ formuliert.
Der VBKI beschäftigt sich mit zentralen Fragen zu Wertvorstellungen in der Ökonomie und versteht sich als Debattenforum für Berlin. Auf mehr als 100 öffentlichen VBKI-Veranstaltungen pro Jahr diskutieren Experten und politische Akteure zu aktuellen Themen.
Der VBKI veranstaltet zudem jeweils einmal im Jahr den Ball der Wirtschaft und das Sommerfest der Wirtschaft in Berlin.

## Themenfelder
Die inhaltliche Arbeit des VBKI gliedert sich in folgende Themenfelder:
- Politik
- Wirtschaftsstandort Berlin
- Gründer
- Bildung & Wissenschaft
- Kultur
- Gemeinwohl
- Sport
- Wirtschaftsethik
- Frauen in der Wirtschaft

## Gemeinnütziges Engagement
Der VBKI initiiert und fördert gemeinnützige Projekte. Ein Beispiel für das bürgerschaftliche Engagement des VBKI ist das 2005 von der ehemaligen Berliner Schulsenatorin Sybille Volkholz gegründete „Bürgernetzwerk Bildung“ (jetzt:  Berliner Lesepaten), das ehrenamtliche Lese- und Lernpaten an Grund-, Förder- und Sekundarschulen, sowie an Kindertagesstätten vermittelt. 2.400 Paten betreuen wöchentlich 10.000 Kinder und Jugendliche in 180 Schulen und 90 Kitas. Im Mittelpunkt der Förderung stehen Einrichtungen mit einem Anteil an Kindern mit Migrationshintergrund von über 40 Prozent oder einem entsprechenden Anteil von Eltern, die von der Lernmittelzuzahlung befreit sind. Sozial benachteiligte Kinder und Jugendliche erhalten so eine zusätzliche Förderung.
Ebenfalls an Kinder- und Jugendliche richtet sich das Projekt Sport macht Schule: An 12 Sportaktionstagen pro Jahr erhalten Schulkinder die Möglichkeit, unterschiedliche Sportarten auszuprobieren und Freude an der Bewegung zu entdecken. Der VBKI unterstützt zudem Spitzensportler bei ihrer außersportlichen Karriere, beispielsweise durch Vermittlung von Praktika oder einer Aus- und Weiterbildung. Mit der VBKI-Sportlerförderung begleitet der VBKI Berliner Hochleistungssportler auf dem Weg zu den Olympia. Die Athleten werden sowohl finanziell unterstützt als auch durch Aus- und Weiterbildungsprogramme auf die Zeit nach der Sportler-Karriere vorbereitet.
Im Rahmen seiner Kulturförderung hat der VBKI 2017 gemeinsam mit dem Landesverband Berliner Galerien den mit 10.000 Euro dotierten  VBKI-Preis Berliner Galerien gegründet, der 2022 zum sechsten Mal verliehen wurde.
Mit dem 2019 gegründeten gemeinnützigen Projekt  "Einstieg zum Aufstieg" engagiert sich der Verein auf gemeinnütziger Basis für die Vermittlung von Menschen mit Fluchtgeschichte in den Arbeitsmarkt.
Mit der alle zwei Jahre stattfindenden VBKI-Auktionsgala "Wir für Berlin" unterstützt der Verein zudem gemeinnützige Projekte und Initiativen. 2022 fand das Charity-Event zum vierten Mal statt und erlöste 800.000 Euro für den guten Zweck.

## Organisation
Rechtlich ist der VBKI in drei Gesellschaften gegliedert, als Gesellschafter der Veranstaltungsmanagement GmbH und der VBKI gGmbH fungiert jeweils der VBKI e.V. Das in der Mitgliederversammlung gewählte Präsidium formuliert die Leitlinien und bestimmt die Richtung, in die sich der Verein entwickelt. Präsident Markus Voigt (seit 09/2011) und Geschäftsführerin Ute Weiland (seit 01/2023) vertreten den Verein nach außen.
Die Mitgliederversammlung tagt mindestens einmal jährlich.